# Kepler-452b
Kepler-452b is een exoplaneet rond de ster Kepler-452 in het sterrenbeeld Zwaan. Deze exoplaneet werd in 2015 ontdekt. Het was voor het eerst dat een exoplaneet werd gevonden die draaide rond een op onze zon gelijkende ster. Kepler-452b is gesitueerd in de bewoonbare zone en herbergt mogelijk vloeibaar water.

## Karakteristiek
Kepler-452b ligt op 430 parsec (1400 lichtjaar) afstand tot de Aarde en draait op iets grotere afstand (5% verder) rond zijn moederster dan de Aarde rond de Zon. Naar schatting heeft Kepler-452b een vijfmaal grotere massa en is 60% groter dan onze planeet; dit maakt het een kleine superaarde. Waarschijnlijk is de bodem rotsachtig; dit betekent dat de explaneet als een aardse planeet is ingedeeld. Op een rotsachtige planeet van deze omvang bestaat een grote kans op vulkanische activiteit. De verwachte zwaartekracht is 60% meer dan die op Aarde.

## Ontdekking
Deze exoplaneet werd ontdekt toen astronomen door oude gegevens spitten van de Kepler-telescoop. Deze zocht tussen 2009 en 2013 een klein gedeelte van de hemel af naar subtiele schommelingen in door sterren uitgestraald licht. Die wijzen er op dat een ander hemellichaam de ster voorlangs passeert: de lichtsterkte neemt dan tijdelijk een fractie af. De ontdekking werd aangekondigd door de NASA als "Earth's bigger, older cousin".

## Moederster
Zijn moederster heeft een leeftijd van 6 miljard jaar, heeft 4% meer massa, een 10% grotere diameter en is 10-20% helderder dan onze zon. De helderheid en uitgestraalde warmte van Kepler-452 nemen toe, omdat de ster door zijn hoge leeftijd uitzet. Kepler-452b droogt daarom langzaam uit.

## Water en gas
Of op deze exoplaneet inderdaad water voorkomt is volstrekt onduidelijk. Voor de aanwezigheid van vloeibaar water is bovendien een dampkring vereist; of Kepler-452b die inderdaad heeft is allerminst zeker. Daarnaast is het zeer wel mogelijk dat het huidige klimaat te heet is voor (hogere) vormen van leven. In het koelere verleden kan op Kepler-452b echter een meer op de Aarde gelijkend klimaat hebben geheerst. Ook zou Kepler-452b voor een groot deel uit gas kunnen bestaan.